# Фердинанд Охсенгаймер
Фердинанд Охсенгаймер (нім. Ferdinand Ochsenheimer; 17 березня 1767, Майнц — 2 листопада 1822, Відень) — німецький актор, письменник і ентомолог, фахівець з лепідоптерології. Художній і театральній публіці відомий під псевдонімом Теобальд Унклар.

## Біографія

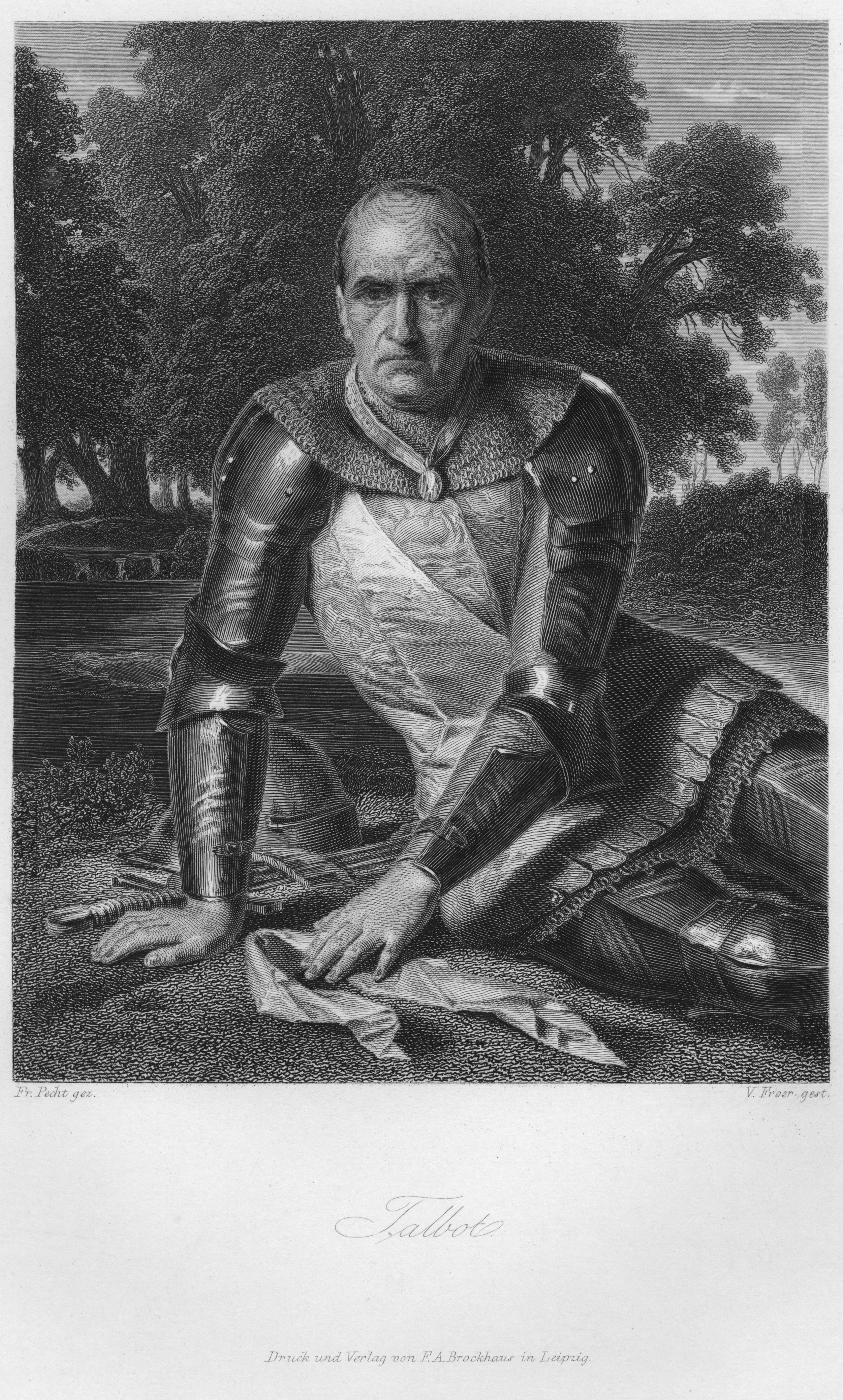
Фердинанд Охсенгаймер у ролі Тальбота в п'єсі Шиллера «Орлеанська діва» (гравюра з галереї Шиллера фон Фроєр на Пехті, 1859)

Фердинанд Охсенгаймер народився в Майнці (земля Рейнланд-Пфальц, Німеччина).
Після закінчення початкової школи навчався в університеті Майнца, де отримав ступінь доктора філософії. Спочатку працював актором у Мангеймі, потім у Лейпцигу, дплі у Дрездені. З 1807 року він працював актором придворного театру у Відні, де був одним із високоповажних артистів. Окрім творчої кар'єри, Фердинанд відомий як важливий і один із найвідоміших європейських ентомологів свого часу. Він співпрацював з багатьма відомими ентомологами, наприклад, Георгом Фрідріхом Трейчке (1776–1842), який також успадкував від Охсенгаймера колекцію комах, яка включала маленьких метеликів Microlepidoptera, яких у той час дуже рідко збирали. Охсенгаймер також був у дружніх стосунках з німецьким письменником і поетом Йоганном Вольфгангом Гете (1749–1832), який також захоплювався вивченням комах як хобі.
Фердинанд Оксенхаймер був співавтором і членом «Товариства друзів природи у Берліні», а також інших організацій, орієнтованих на природничі науки.
Протягом свого життя він описав такі види комах: наприклад, з родини Sesiidae: Synansphecia doryliformis Ochsenheimer, 1808, Chamaesphecia euceraeformis Ochsenheimer, 1816, Synanthedon cephiformis Ochsenheimer, 1808, з родини Noctuidae Anicla infectia Ochsenheimer, 1816, з родини Hesperiidae Muschampia proto Ochsenheimer, 1808, з родини Sphingidae: Hyles zygophylli Ochsenheimer, 1808 . З денних метеликів, наприклад: Zygaena transalpina ssp.angelicae Ochsenheimer, 1808, Zygaena dorycnii Ochsenheimer, 1808, Thymelicus lineola Ochsenheimer, 1808, lolana iolas Ochsenheimer, 1816 та багато інших.
З родів він описав, наприклад, рід Aglia Ochsenheimer, 1810, Endromis Ochsenheimer, 1810, Gastropacha Ochsenheimer, 1810, Harpyia Ochsenheimer, 1810, Notodonta Ochsenheimer, 1810, Pygaera Ochsenheimer, 1810, Anarta Myersen Ochsenheimer, 181, Zerynthia Ochsenheimer, 1816, Charaxes Ochsenheimer, 1816 та багато інших.
На його честь названо рід Ochsenheimeria Hübner, 1825 (Ypsolophidae), а також кілька видів або підвидів комах: Pieris ochsenheimeri Staudinger, 1886, Zygaena ochsenheimeri Zeller, 1847, Euploea ochsenheimeri Moore, 1857, Nemophora ochsenheimerella (Hübner)., 1813), Pammene ochsenheimeriana (Lienig & Zeller, 1846) та інші.
Для ентомологічної громадськості особливе значення має його величезна праця всього життя, яка видавалася в Лейпцигу близько 27 років у десяти томах під загальновідомою назвою: «Die Schmetterlinge von Europa».
Його колекція комах (метеликів з території Європи) з 1823 року зберігалася в Угорському національному музеї в Будапешті, де була здебільшого повністю знищена в 1838 році під час великої повені.